# Trissexodon constrictus
Trissexodon constrictus é uma espécie de gastrópode  da família Helicidae.
Pode ser encontrada nos seguintes países: França e Espanha.